# Общество по изучению фашизма
Общество по изучению фашизма (нем. Gesellschaft zum Studium des Faschismus; GSF) — германская фашистская организация клубного типа, действовавшая в последний год Веймарской республики и первый год нацистской Германии. Создано по инициативе Вальдемара Пабста. Пропагандировало опыт итальянского фашизма, укрепляло политический альянс между консервативными силами и нацистской партией. Выступало за установление националистической диктатуры. Включало крайне правых политиков, отставных военных, представителей промышленно-финансовой элиты и консервативно-революционной интеллигенции. Распущено нацистским режимом вскоре после прихода к власти.

## Консервативно-нацистский союз
Общество было создано 5 декабря 1931 года, вскоре после совещания в Бад-Гарцбурге, учредившего Гарцбургский фронт — коалицию консервативно-националистических сил с нацистской партией. Инициатором создания GSF выступил Вальдемар Пабст — бывший капитан кайзеровской армии, командир фрайкора и хеймвера, руководитель убийства Карла Либкнехта и Розы Люксембург, участник капповского путча.
Конкретной задачей Пабст считал поддержание союза между традиционным национализмом и нацизмом. Связующим звеном Пабсту представлялась идеология итальянского фашизма, в той или иной степени приемлемая для обеих сторон. Таким образом, политической целью GSF было укрепление «Гарцбургского фронта». В более широкой перспективе — устранение парламентско-демократического режима Веймарской республики, установление националистической диктатуры, разработка и реализация фашистской концепции, адаптированной к условиям Германии.

## Основные участники
В общество входили в общей сложности 329 человек — консервативные и праворадикальные политики, отставные кайзеровские военные, крупные промышленники, представители землевладельческой аристократии, националистические интеллектуалы. Наиболее известными фигурами являлись
- Вальдемар Пабст

- Герман Геринг, ближайший соратник Адольфа Гитлера

- Эдуард Штадтлер, идеолог ультраправого солидаризма

- Герберт фон Бозе, начальник спецслужбы Немецкой национальной народной партии

- Франц фон Эпп, генерал рейхсвера в отставке, депутат рейхстага от НСДАП

- Ялмар Шахт, финансист, бывший президент рейхсбанка

- Вальтер Функ, начальник политэкономической пресс-службы НСДАП

- Фриц Тиссен, председатель наблюдательного совета сталелитейного концерна Vereinigte Stahlwerke, спонсор НСДАП

- Гюнтер Квандт, владелец и руководитель ряда промышленных компаний

- Эрих Любберт, директор транспортной компании AG für Verkehrswesen и строительной корпорации Dywidag

- Отто Фишер, экономист, член правления финансовой компании Reichs-Kredit-Gesellschaft

- Фридрих Рейнхарт, директор Commerzbank, президент Берлинской торгово-промышленной палаты

- Теодор Дюстерберг, один из руководителей «Стального шлема»

- Отто Шмидт-Ганновер, активист «Стального шлема», депутат рейхстага от национальной народной партии

- Йоханнес Репке, экономический юрист и публицист, боец СА, сторонник группы Грегора Штрассера в НСДАП

- Ханс Хайнц Эверс, писатель-оккультист, активист НСДАП

- Фридрих Хильшер, консервативно-революционный философ-мистик

- Франц Шаувеккер, национал-социалистический писатель и публицист

Такой состав Общества во многом говорил сам за себя. Из политических структур в GSF в наибольшей степени были представлены НСДАП и Немецкая национальная народная партия, а также «Стальной шлем». Участники-предприниматели относились в основном к тяжёлой промышленности (металлургия, угледобыча) и банковскому сектору. Гуманитарная интеллигенция была представлена консервативными революционерами, проповедниками ницшеанства, идеологами «вооружённой богемы».

## Идеология и деятельность
По замыслу основателей, целью GSF было идеологическое поддержание «Гарцбургского фронта», создание прочного моста между консерватизмом и национал-социализмом, отстранение от власти Веймарского режима, подавление коммунистических и марксистских сил, установление правонационалистической диктатуры, разработка будущей социально-экономической политики в духе фашистского корпоративизма. Общество позиционировалось как генератор фашистской идеологии в германской элите.
Главным методом работы GSF были ежемесячные лекции в элитной среде. Несмотря на своё название, Общество занималось не изучением и исследованиями, а интенсивной пропагандой. Доклады и обсуждения носили политически заострённый характер в духе крайнего национализма, антикоммунизма, антилиберализма, ориентации на идеи фёлькише и режим Муссолини, категорического отвержения демократии.
Общество оказало заметную идеологическую поддержку НСДАП, внесло свой вклад в приход нацистов к власти (Закон о подготовке органического строения экономики,закон об установлении обязательных картелей,Германский трудовой фронт).

## Поражение от победы
30 января 1933 года Адольф Гитлер был назначен рейхсканцлером. Цель GSF могла показаться достигнутой, многие члены Общества претендовали на государственные посты. В марте 1933 в GSF был сформирован специальный комитет, для выработки социально-экономических рекомендаций новому правительству.
Однако события развивались иначе. Гитлеровская верхушка больше не нуждалась в помощи GSF, а главное, совершенно не намеревалась перенимать итальянское фашистское устройство (корпоративная система была отвергнута, поскольку, с точки зрения нацистов, позволяла общественным структурам влиять на государственную власть). Самостоятельность взглядов и политические амбиции ряда членов Общества также вызывали раздражение нацистского руководства.
Уже к середине 1933 деятельность GSF практически прекратилась. В конце года Общество по изучению фашизма было распущено властями.